# Mortes em setembro de 2024
Mortes em 2024: ← Janeiro – Fevereiro – Março – Abril – Maio – Junho – Julho – Agosto – Setembro – Outubro – Novembro – Dezembro →
Esta é uma relação de pessoas notáveis que morreram durante o mês de setembro de 2024, listando nome, nacionalidade, ocupação e ano de nascimento.

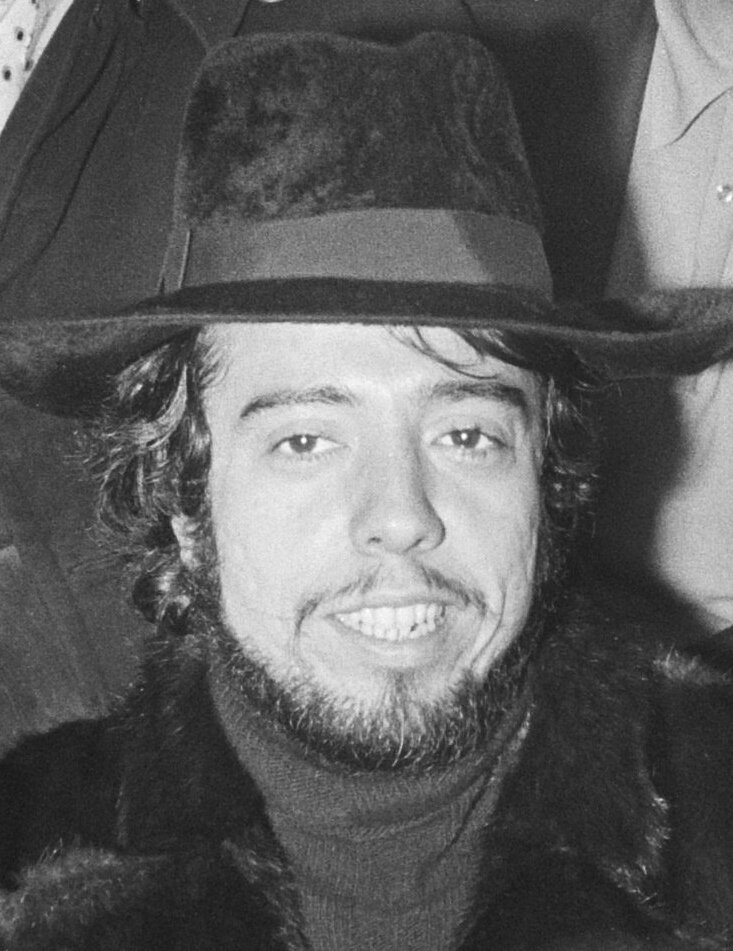
Sérgio Mendes, músico brasileiro.

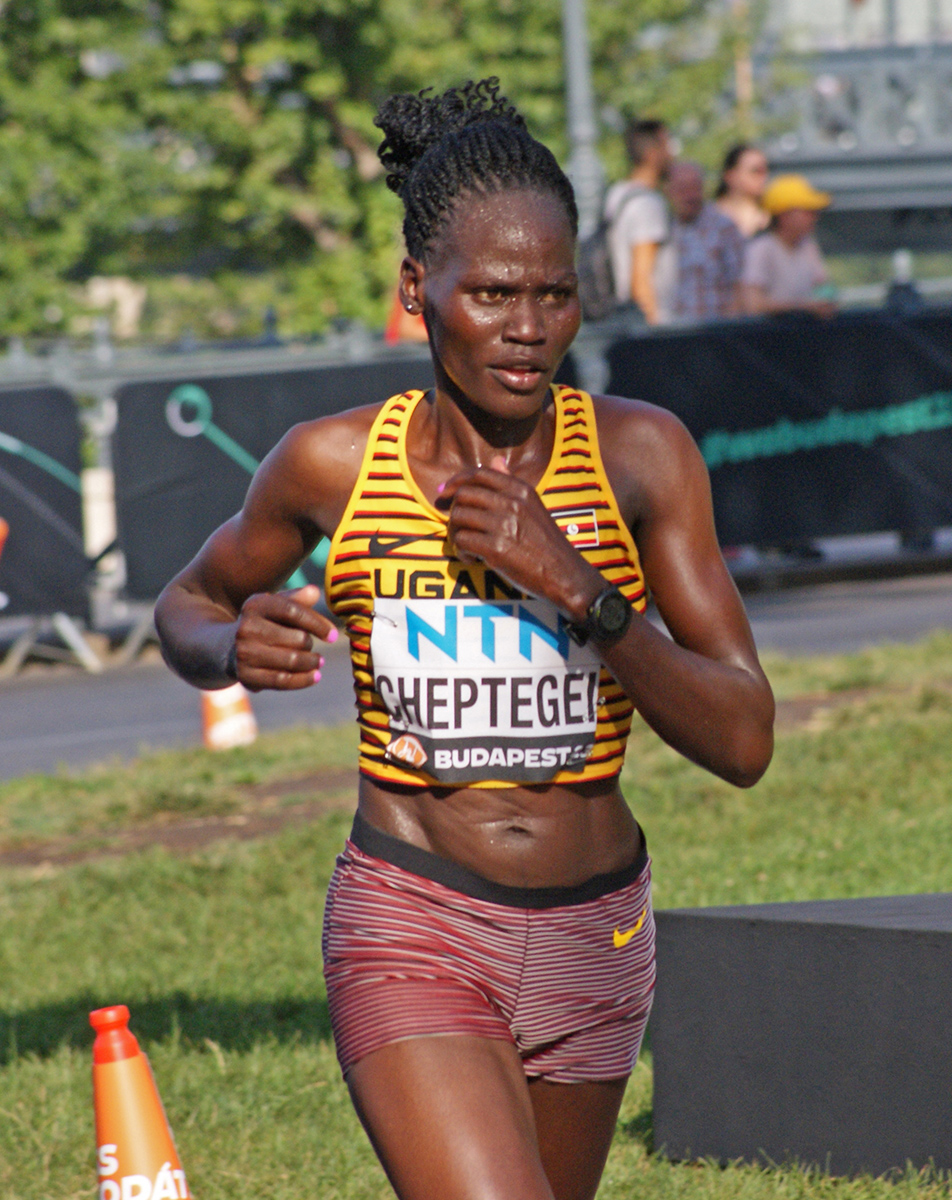
Rebecca Cheptegei, maratonista ugandesa.

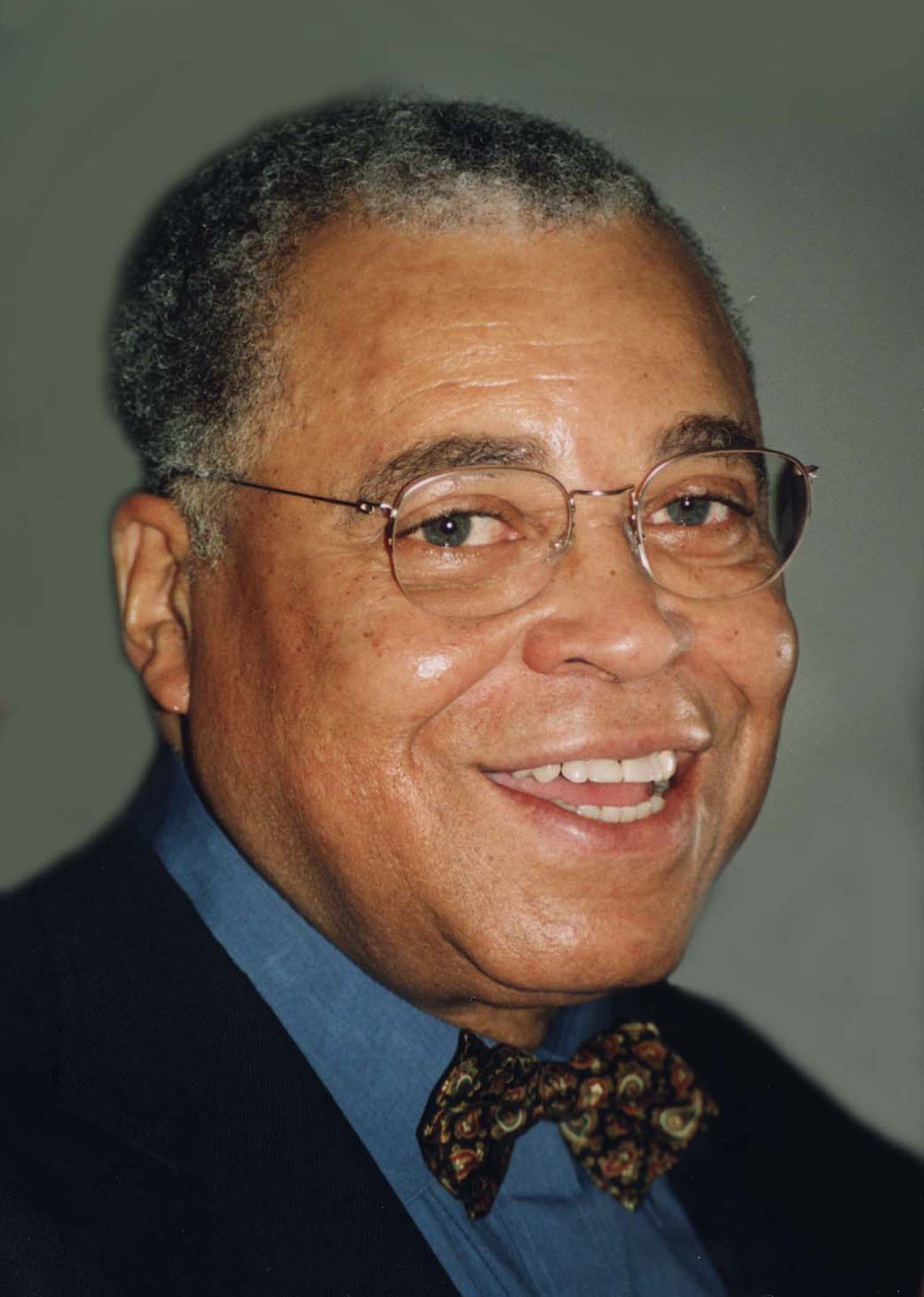
James Earl Jones, ator estadunidense.

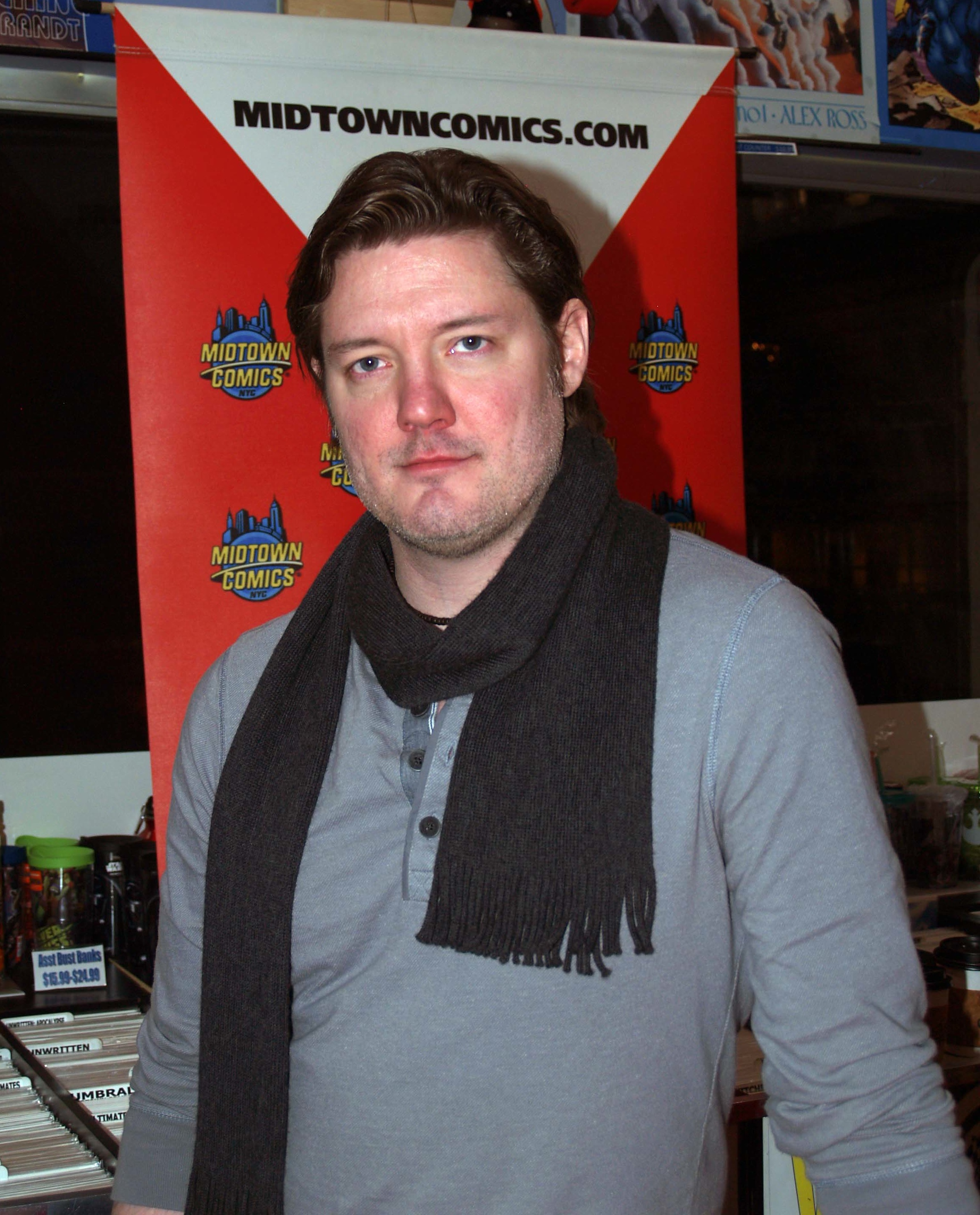
John Cassaday, artista de quadrinhos estadunidense.

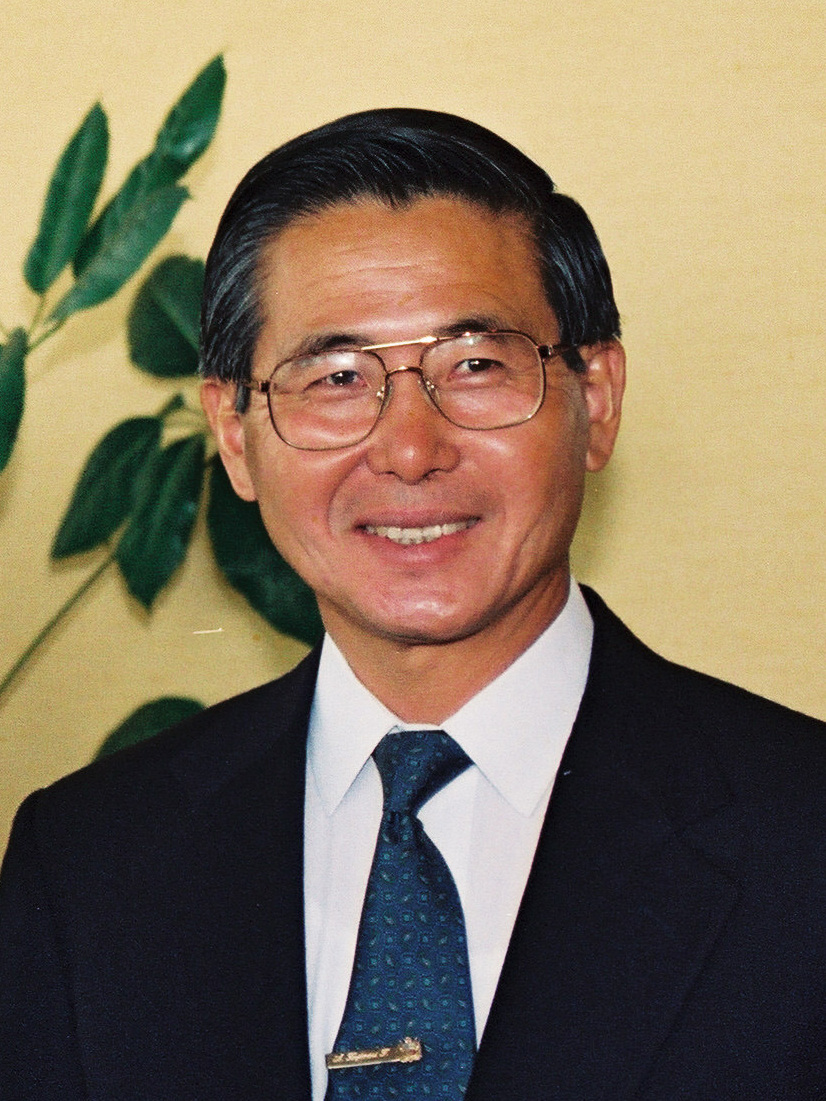
Alberto Fujimori, político peruano.

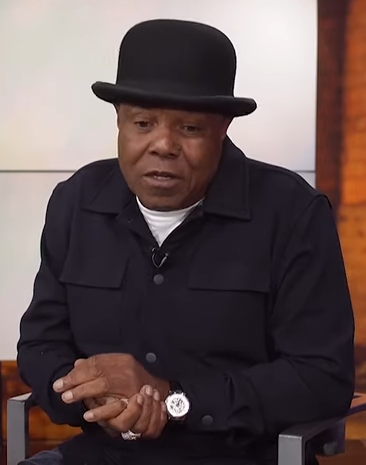
Tito Jackson, músico estadunidense.

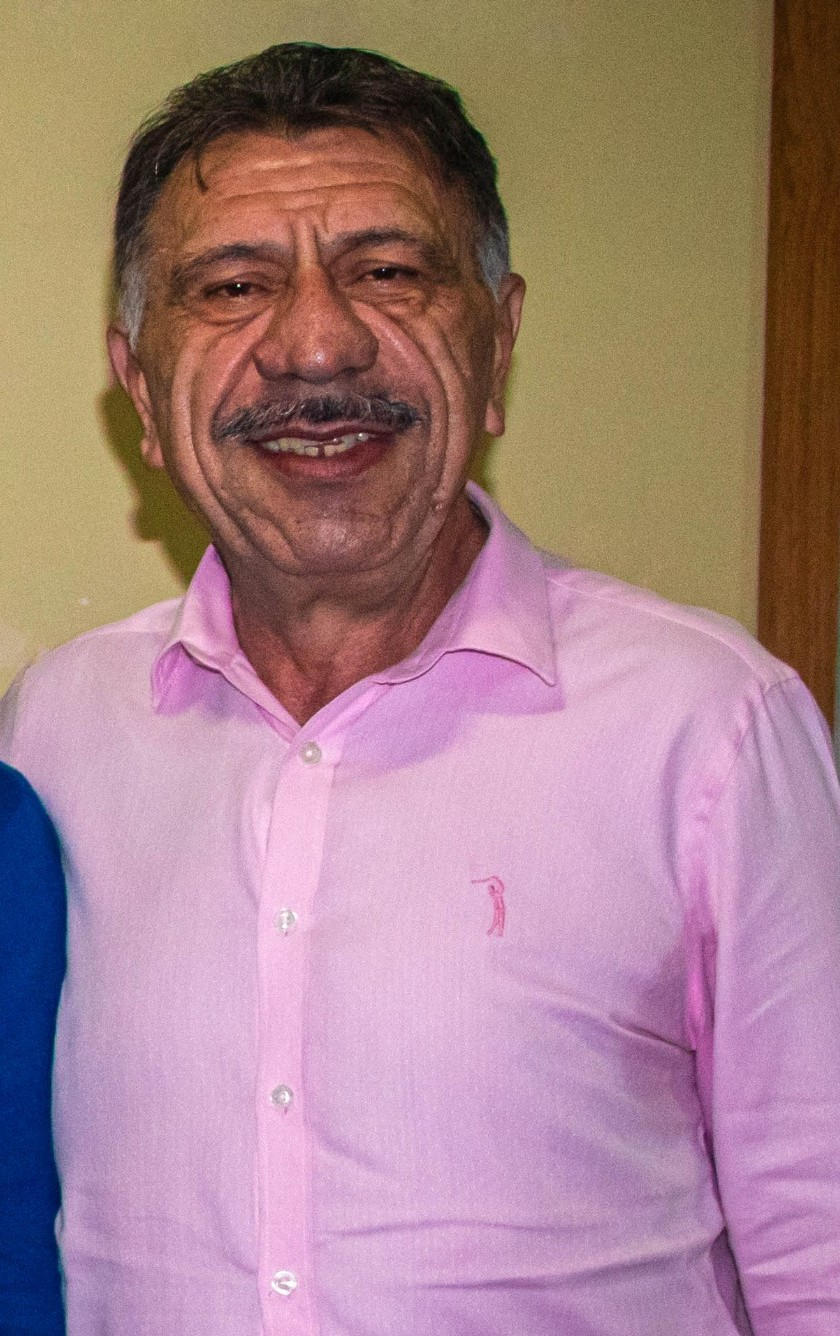
José Patriota, político brasileiro.

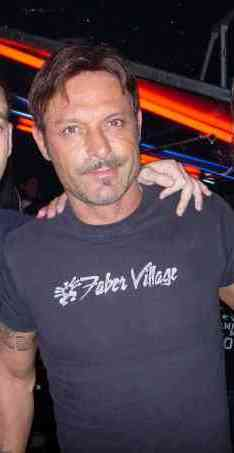
Salvatore Schillaci, futebolista italiano.

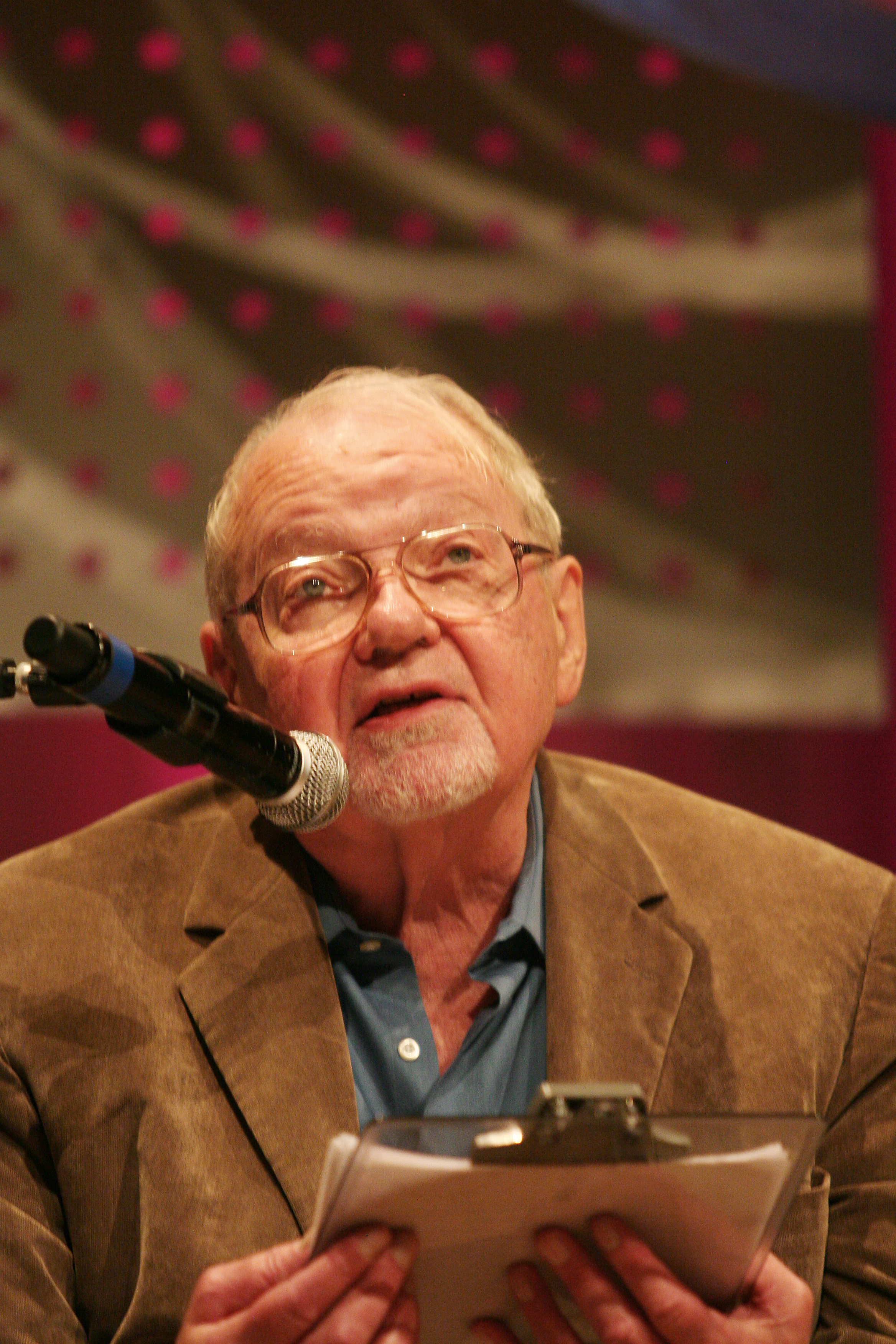
Fredric Jameson, filósofo estadunidense.

Amadou-Mahtar M'Bow, político senegalês.

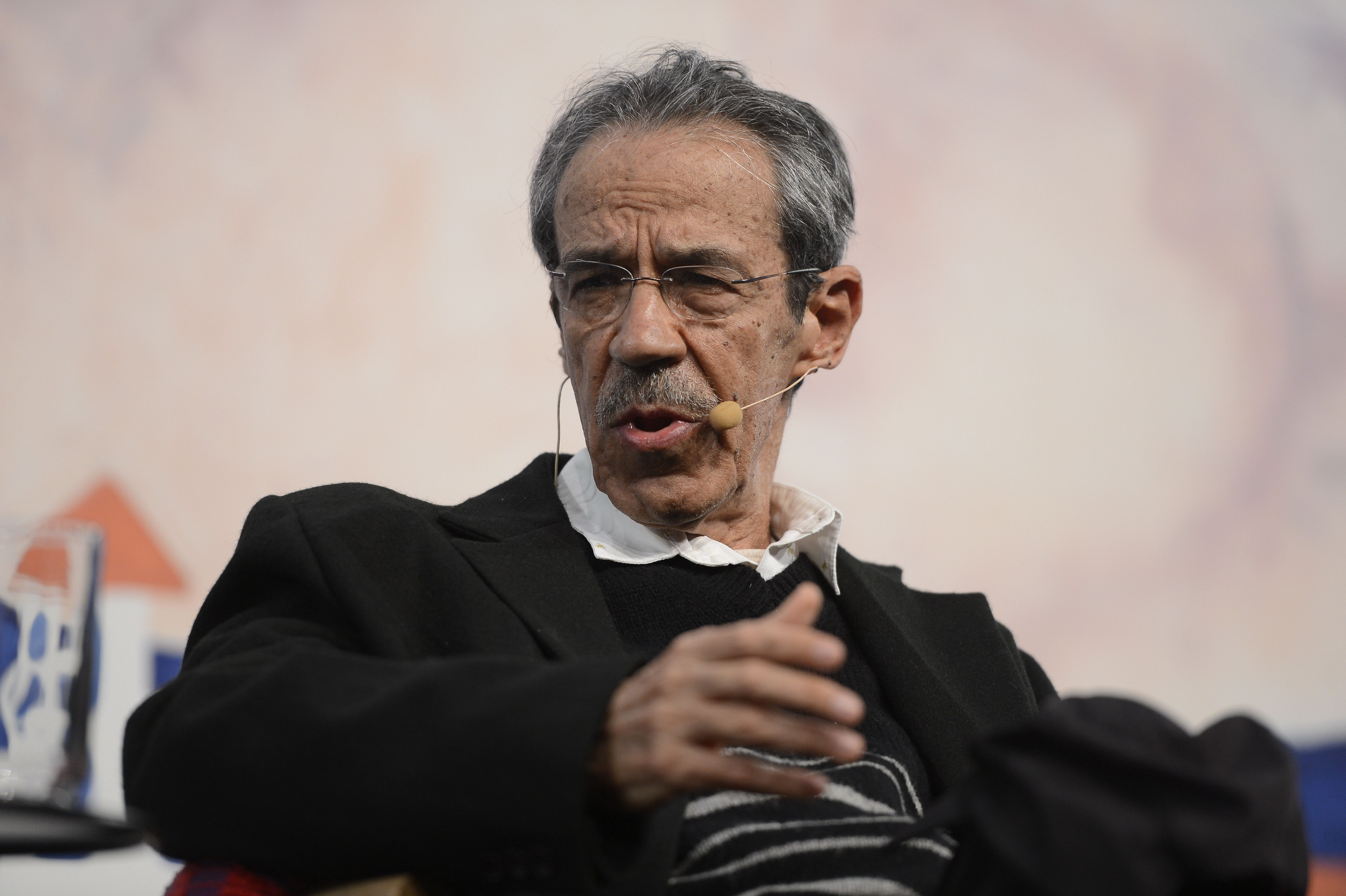
Armando Freitas Filho, poeta brasileiro.

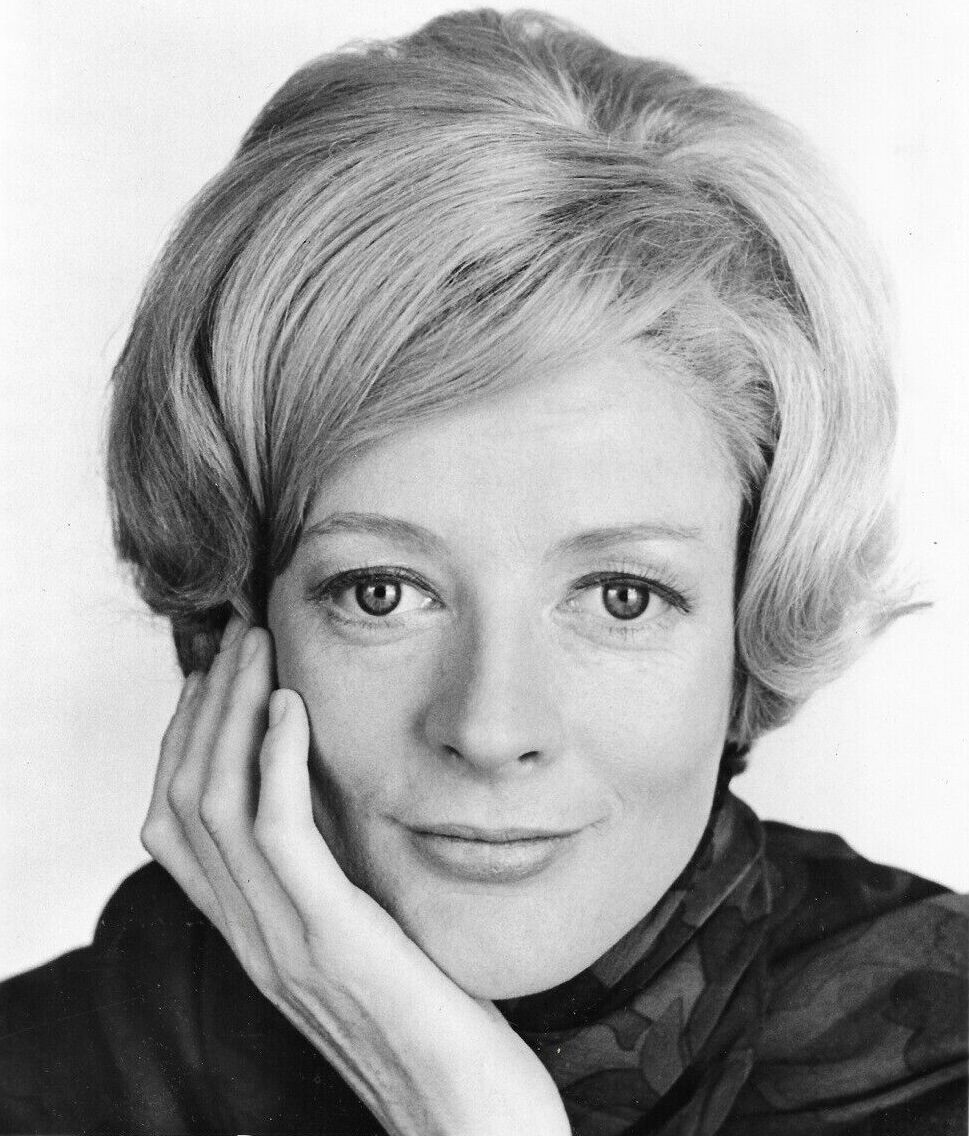
Maggie Smith, atriz britânica.

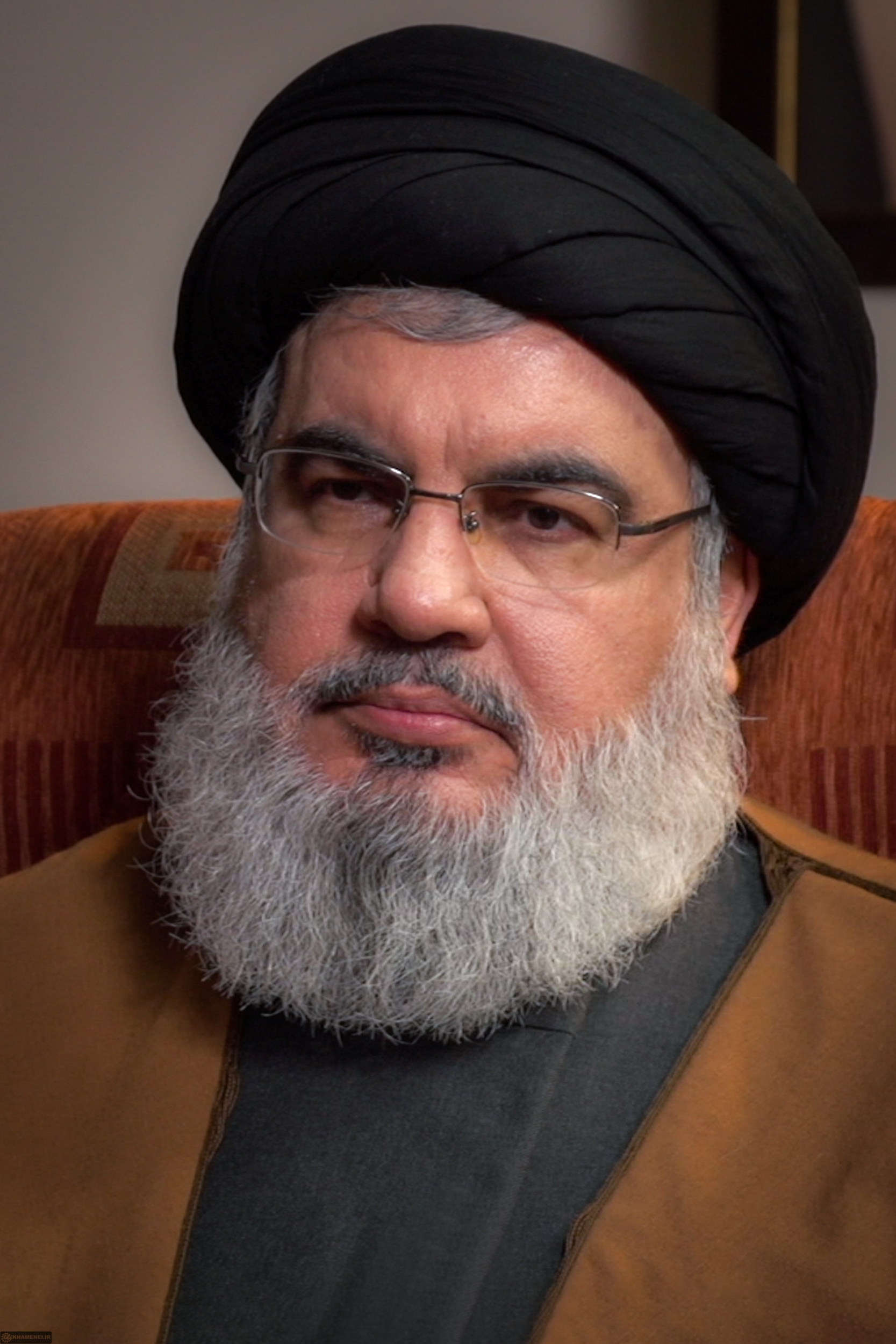
Hassan Nasrallah, político e ativista libanês.

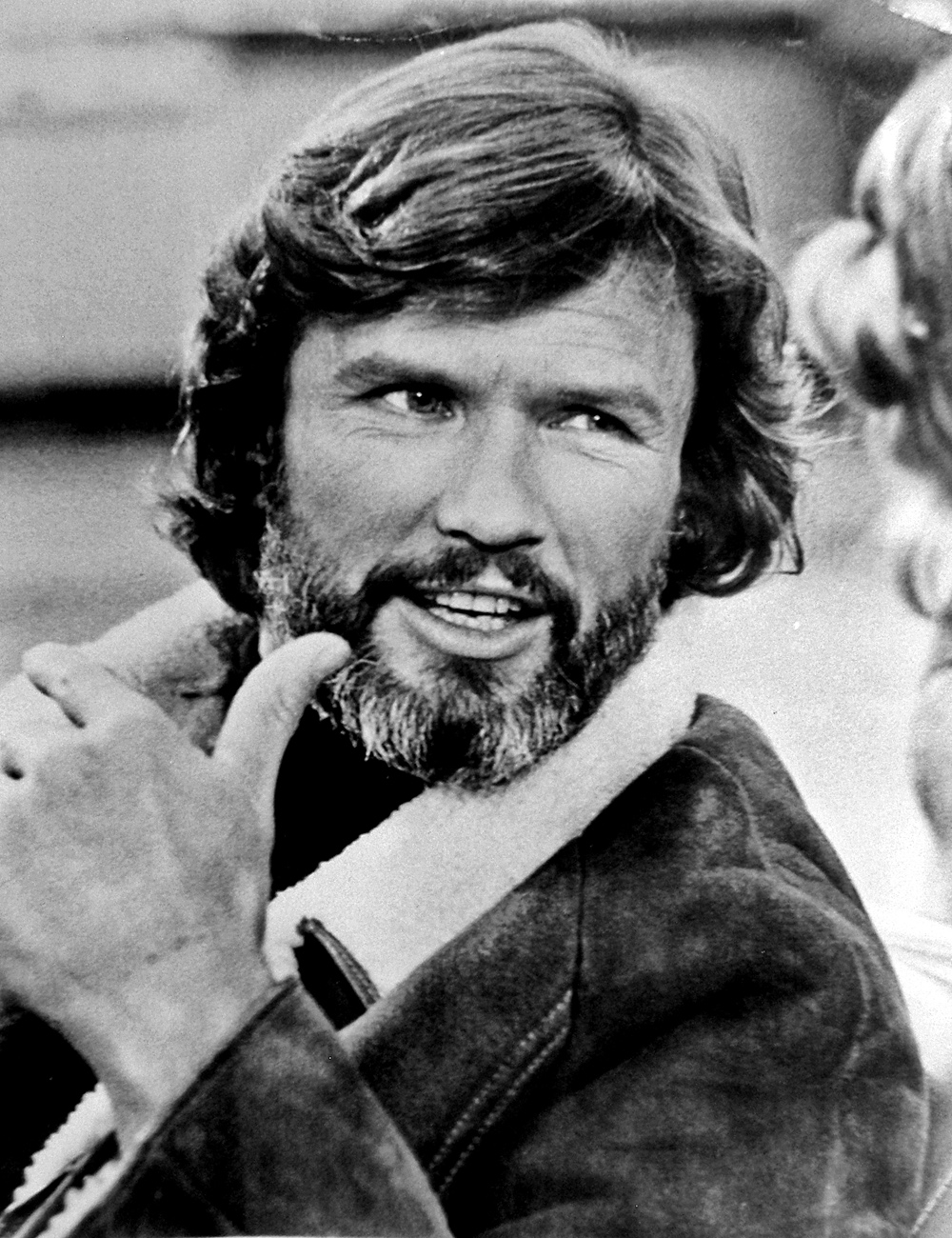
Kris Kristofferson, músico e ator estadunidense.

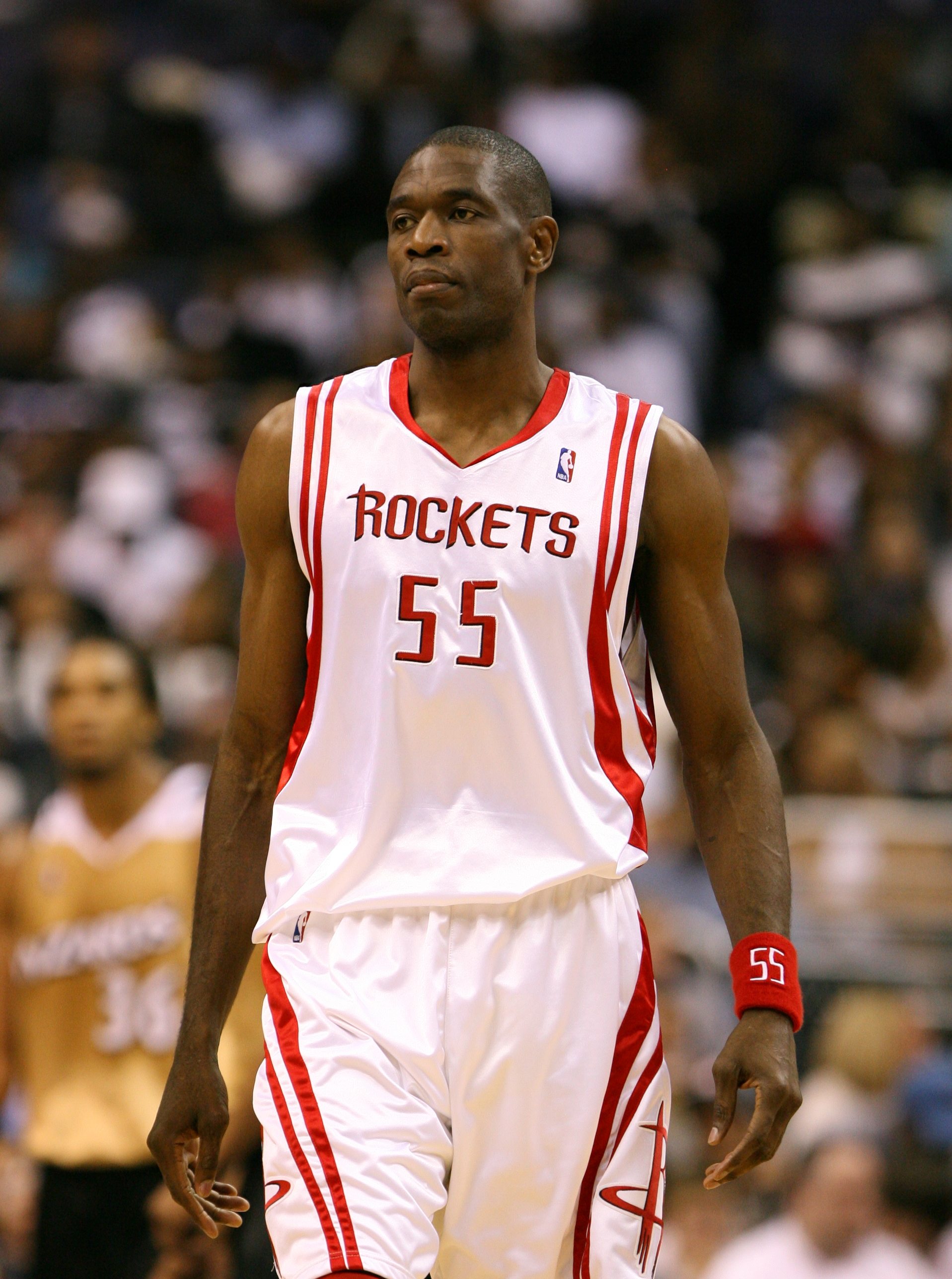
Dikembe Mutombo, basquetebolista congolês.

| Dia | Nome                               | Profissão ou motivo de reconhecimento | Nacionalidade                  | Nasc. | Ref     |
| --- | ---------------------------------- | ------------------------------------- | ------------------------------ | ----- | ------- |
| 1   | Sergio Rivero                      | Futebolista                           | Bolívia                        | 1963  | [ 1 ]   |
| 2   | Igor Spassky                       | Empresário e engenheiro               | Rússia/ União Soviética        | 1926  | [ 2 ]   |
| 2   | James Darren                       | Ator                                  | Estados Unidos                 | 1936  | [ 3 ]   |
| 2   | Pery Souza                         | Cantor, compositor e violonista       | Brasil                         | 1953  | [ 4 ]   |
| 2   | Ramayana Gazzinelli                | Físico e professor                    | Brasil                         | 1933  | [ 5 ]   |
| 2   | Rodolfo Hernández Suárez           | Empresário e político                 | Colômbia                       | 1945  | [ 6 ]   |
| 3   | Orlando Bifulco Sobrinho           | Político e pintor                     | Brasil                         | 1937  | [ 7 ]   |
| 3   | Ulisses Tavares                    | Escritor, poeta e jornalista          | Brasil                         | 1930  | [ 8 ]   |
| 4   | Fernando José Rodrigues            | Escritor, ator e encenador            | Portugal                       | 1956  | [ 9 ]   |
| 4   | Luis Ayala                         | Tenista                               | Chile                          | 1932  | [ 10 ]  |
| 5   | Augusto M. Seabra                  | Crítico cultural                      | Portugal                       | 1955  | [ 11 ]  |
| 5   | Laurent Tirard                     | Cineasta e roteirista                 | França                         | 1967  | [ 12 ]  |
| 5   | Oleksandr Rezanov                  | Handebolista                          | Ucrânia/ União Soviética       | 1948  | [ 13 ]  |
| 5   | Radha Charan Gupta                 | Matemático                            | Índia                          | 1935  | [ 14 ]  |
| 5   | Rebecca Cheptegei                  | Maratonista                           | Uganda                         | 1991  | [ 15 ]  |
| 5   | Sérgio Mendes                      | Músico                                | Brasil                         | 1941  | [ 16 ]  |
| 6   | Alan Rees                          | Automobilista                         | Reino Unido                    | 1938  | [ 17 ]  |
| 6   | Alfredo Karam                      | Militar                               | Brasil                         | 1925  | [ 18 ]  |
| 6   | Paul Goldsmith                     | Automobilista                         | Estados Unidos                 | 1925  | [ 19 ]  |
| 6   | Pim de la Parra                    | Cineasta                              | Países Baixos/ Suriname        | 1940  | [ 20 ]  |
| 6   | Rebecca Horn                       | Artista visual                        | Alemanha                       | 1944  | [ 21 ]  |
| 6   | Ron Yeats                          | Futebolista                           | Reino Unido                    | 1937  | [ 22 ]  |
| 6   | Will Jennings                      | Compositor                            | Estados Unidos                 | 1944  | [ 23 ]  |
| 6   | Bent Wolmar                        | Futebolista                           | Dinamarca                      | 1937  | [ 24 ]  |
| 6   | Melina Furman                      | Educadora e divulgadora científica    | Argentina                      | 1975  | [ 25 ]  |
| 7   | Fabio Arruda                       | Consultor e apresentador de televisão | Brasil                         | 1970  | [ 26 ]  |
| 8   | Urias Crescente                    | Árbitro                               | Brasil                         | 1926  | [ 27 ]  |
| 8   | Zoot Money                         | Músico                                | Reino Unido                    | 1942  | [ 28 ]  |
| 9   | Caterina Valente                   | Cantora                               | França/ Itália                 | 1931  | [ 29 ]  |
| 9   | Graça Lobo                         | Atriz                                 | Portugal                       | 1939  | [ 30 ]  |
| 9   | James Earl Jones                   | Ator                                  | Estados Unidos                 | 1931  | [ 31 ]  |
| 9   | John Cassaday                      | Artista de quadrinhos                 | Estados Unidos                 | 1971  | [ 32 ]  |
| 10  | Clio Maria Bittoni                 | Jurista e advogada                    | Itália                         | 1944  | [ 33 ]  |
| 10  | Frankie Beverly                    | Cantor e compositor                   | Estados Unidos                 | 1946  | [ 34 ]  |
| 10  | Michaela DePrince                  | Bailarina                             | Estados Unidos/ Serra Leoa     | 1995  | [ 35 ]  |
| 10  | Roberto Challe                     | Futebolista                           | Peru                           | 1946  | [ 36 ]  |
| 10  | Tina McElroy Ansa                  | Cineasta e romancista                 | Estados Unidos                 | 1949  | [ 37 ]  |
| 11  | Alberto Fujimori                   | Político                              | Peru                           | 1938  | [ 38 ]  |
| 11  | Chad McQueen                       | Ator                                  | Estados Unidos                 | 1960  | [ 39 ]  |
| 11  | Josef Helbling                     | Ciclista                              | Suíça                          | 1935  | [ 40 ]  |
| 12  | Lilian Fernandes                   | Atriz e vedete                        | Brasil                         | 1935  | [ 41 ]  |
| 12  | Sitaram Yechury                    | Político                              | Índia                          | 1952  | [ 42 ]  |
| 13  | Edward James Slattery              | Prelado                               | Estados Unidos                 | 1940  | [ 43 ]  |
| 13  | Chalong Pakdeevijit                | Diretor de cinema                     | Tailândia                      | 1931  | [ 44 ]  |
| 14  | Jaber Al-Mubarak Al-Hamad Al-Sabah | Político                              | Kuwait                         | 1942  | [ 45 ]  |
| 14  | Janduhy Finizola                   | Médico, escritor e cantor-compositor  | Brasil                         | 1931  | [ 46 ]  |
| 14  | Otis Davis                         | Velocista                             | Estados Unidos                 | 1932  | [ 47 ]  |
| 15  | Aleksandr Baryshnikov              | Atleta                                | Rússia/ União Soviética        | 1948  | [ 48 ]  |
| 15  | Salomão Ribas Júnior               | Escritor, político e radialista       | Brasil                         | 1945  | [ 49 ]  |
| 15  | Tito Jackson                       | Músico                                | Estados Unidos                 | 1953  | [ 50 ]  |
| 15  | Valentin Samungi                   | Handebolista                          | Roménia                        | 1942  | [ 51 ]  |
| 16  | Gary Shaw                          | Futebolista                           | Reino Unido                    | 1961  | [ 52 ]  |
| 16  | Robert Dill-Bundi                  | Ciclista                              | Suíça                          | 1958  | [ 53 ]  |
| 16  | Yuko Arakida                       | Voleibolista                          | Japão                          | 1954  | [ 54 ]  |
| 17  | César                              | Futebolista                           | Brasil                         | 1956  | [ 55 ]  |
| 17  | Flávio Araújo                      | Jornalista e locutor                  | Brasil                         | 1934  | [ 56 ]  |
| 17  | John Souther                       | Cantor e compositor                   | Estados Unidos                 | 1945  | [ 57 ]  |
| 17  | José Patriota                      | Político                              | Brasil                         | 1960  | [ 58 ]  |
| 17  | Nelson DeMille                     | Escritor                              | Estados Unidos                 | 1943  | [ 59 ]  |
| 18  | Salvatore Schillaci                | Futebolista                           | Itália                         | 1964  | [ 60 ]  |
| 18  | Sam Malcolmson                     | Futebolista                           | Nova Zelândia                  | 1942  | [ 61 ]  |
| 18  | Kleber Lago                        | Poeta e Escritor                      | Brasil                         | 1942  | [ 62 ]  |
| 19  | Amélia Hruschka                    | Política                              | Brasil                         | 1933  | [ 63 ]  |
| 19  | Jonathan Wells                     | Autor e advogado                      | Estados Unidos                 | 1942  | [ 64 ]  |
| 20  | Daniel J. Evans                    | Político                              | Estados Unidos                 | 1925  | [ 65 ]  |
| 20  | Ibrahim Aqil                       | Militante                             | Líbano                         | 1962  | [ 66 ]  |
| 20  | Kathryn Crosby                     | Atriz                                 | Estados Unidos                 | 1933  | [ 67 ]  |
| 21  | Benny Golson                       | Saxofonista, tenor e compositor       | Estados Unidos                 | 1929  | [ 68 ]  |
| 21  | Mário Genival Tourinho             | Político                              | Brasil                         | 1933  | [ 69 ]  |
| 21  | Mercury Morris                     | Jogador de futebol americano          | Estados Unidos                 | 1947  | [ 70 ]  |
| 21  | Rogério de Carvalho                | Encenador                             | Angola/ Portugal               | 1936  | [ 71 ]  |
| 22  | Fredric Jameson                    | Filósofo                              | Estados Unidos                 | 1934  | [ 72 ]  |
| 22  | Arnon de Andrade                   | Jornalista e professor                | Brasil                         | 1939  | [ 73 ]  |
| 23  | Rupert Keegan                      | Automobilista                         | Reino Unido                    | 1955  | [ 74 ]  |
| 23  | Sebastião Nery                     | Jornalista e político                 | Brasil                         | 1932  | [ 75 ]  |
| 23  | Roosevelt Cassorla                 | Médico e psicanalista                 | Brasil                         | 1945  | [ 76 ]  |
| 23  | Osmar Milito                       | Pianista e compositor                 | Brasil                         | 1941  | [ 77 ]  |
| 24  | Amadou-Mahtar M'Bow                | Político                              | Senegal                        | 1921  | [ 78 ]  |
| 24  | Roberto Frota                      | Ator                                  | Brasil                         | 1939  | [ 79 ]  |
| 25  | Efrain Almeida                     | Escultor                              | Brasil                         | 1964  | [ 80 ]  |
| 25  | Vassula Ryden                      | Visionária e escritora                | Egito                          | 1942  | [ 81 ]  |
| 26  | Armando Freitas Filho              | Poeta                                 | Brasil                         | 1940  | [ 82 ]  |
| 26  | John Ashton                        | Ator e apresentador de rádio          | Estados Unidos                 | 1948  | [ 83 ]  |
| 27  | Arina Glazunova                    | Gerente de relações públicas          | Rússia                         | 2000  | [ 84 ]  |
| 27  | Pit Passarell                      | Músico                                | Brasil/ Argentina              | 1968  | [ 85 ]  |
| 27  | Maggie Smith                       | Atriz                                 | Reino Unido                    | 1934  | [ 86 ]  |
| 27  | Hassan Nasrallah                   | Político                              | Líbano                         | 1960  | [ 87 ]  |
| 27  | Czesław Litwin                     | Político                              | Polónia                        | 1955  | [ 88 ]  |
| 27  | João Diogo Nunes Barata            | Diplomata                             | Portugal                       | 1941  | [ 89 ]  |
| 27  | Nathalia Urban                     | Jornalista e ativista                 | Brasil                         | 1987  | [ 90 ]  |
| 28  | Alexandre do Nascimento            | Prelado                               | Angola                         | 1925  | [ 91 ]  |
| 28  | Jacques Teugels                    | Futebolista                           | Bélgica                        | 1946  | [ 92 ]  |
| 28  | Hugo Barrantes Ureña               | Prelado                               | Costa Rica                     | 1936  | [ 93 ]  |
| 28  | Winfield Dunn                      | Político                              | Estados Unidos                 | 1927  | [ 94 ]  |
| 28  | Kris Kristofferson                 | Músico e ator                         | Estados Unidos                 | 1936  | [ 95 ]  |
| 29  | Richard Hamilton                   | Matemático                            | Estados Unidos                 | 1943  | [ 96 ]  |
| 29  | Ron Ely                            | Ator                                  | Estados Unidos                 | 1938  | [ 97 ]  |
| 30  | Dikembe Mutombo                    | Basquetebolista                       | República Democrática do Congo | 1966  | [ 98 ]  |
| 30  | Gavin Creel                        | Ator e cantor                         | Estados Unidos                 | 1976  | [ 99 ]  |
| 30  | Humberto Ortega                    | Político e militar                    | Nicarágua                      | 1947  | [ 100 ] |
| 30  | Feliu-Joan Guillaumes              | Político                              | Espanha                        | 1962  | [ 101 ] |
| 30  | Adelio Tomasin                     | Prelado                               | Brasil/ Itália                 | 1930  | [ 102 ] |
| 30  | Pete Rose                          | Beisebolista                          | Estados Unidos                 | 1941  | [ 103 ] |